# Puente de los Héroes Sokolov
El Darkovský most es un puente sobre el Olsa en el distrito de Lázne Darkov (Bad Darkau) de Karviná (Karwin) en Moravskoslezský kraj en el este de la República Checa. Hoy solo lo utilizan peatones y ciclistas.
Su nombre oficial es Most Sokolovských hrdinů (Puente de los Héroes Sokolov), que conmemora la Batalla de Sokolov los días 8 y 9 de marzo de 1943.
El puente de arco de hormigón armado, originalmente conocido simplemente como el Puente de Olza, fue construido entre 1922 y 1925 según el diseño inusual del ingeniero vienés Franz Rabe.
Tiene 55,8 m de largo y 5,6 m de ancho. Su calzada está suspendida de los arcos de hormigón de 6,25 m de altura con perchas revestidas de hormigón. Para el refuerzo, se disponen tres vigas Vierendeel con una varilla central vertical entre estos arcos.
El puente fue catalogado como monumento histórico en 1989.

## Galería

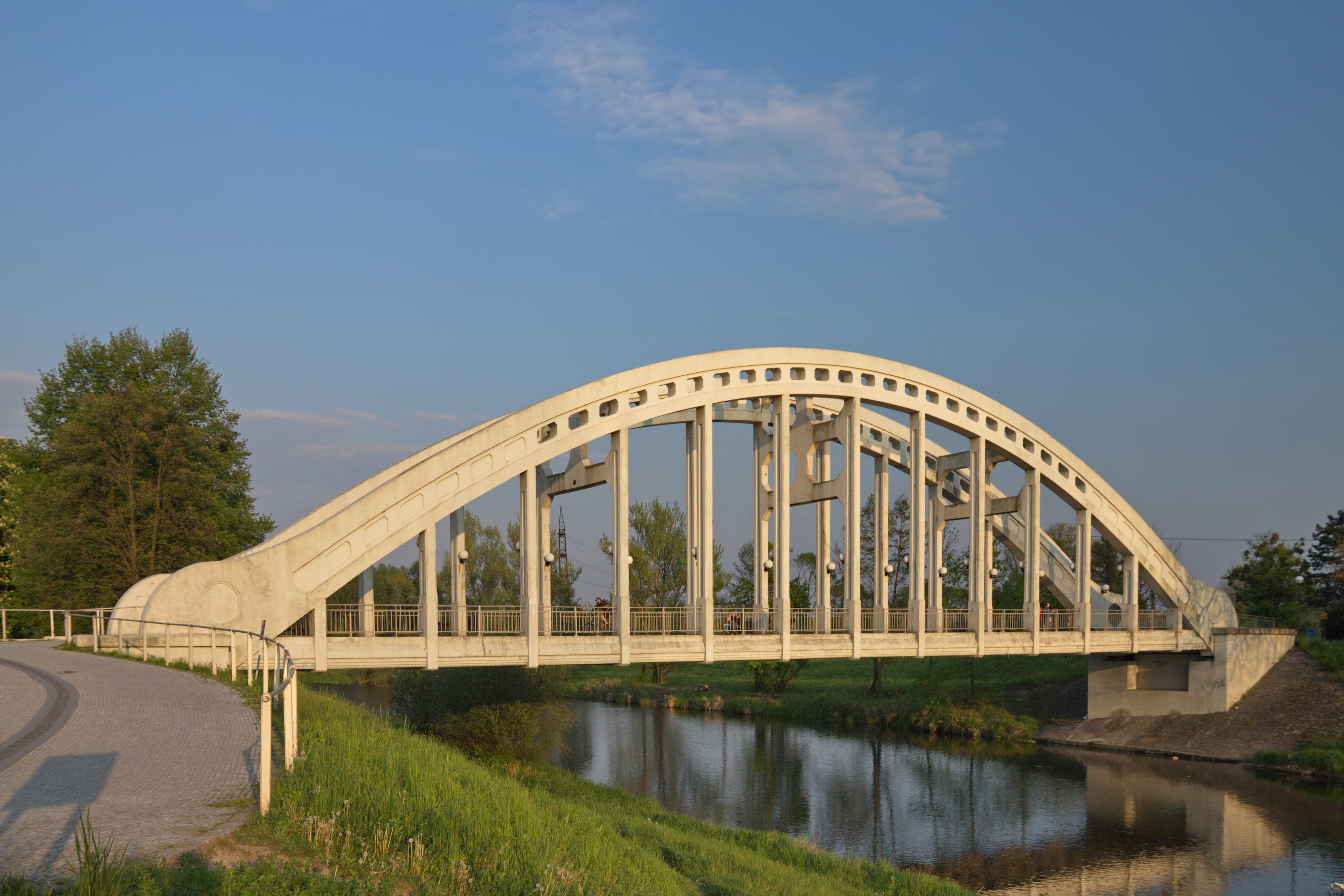
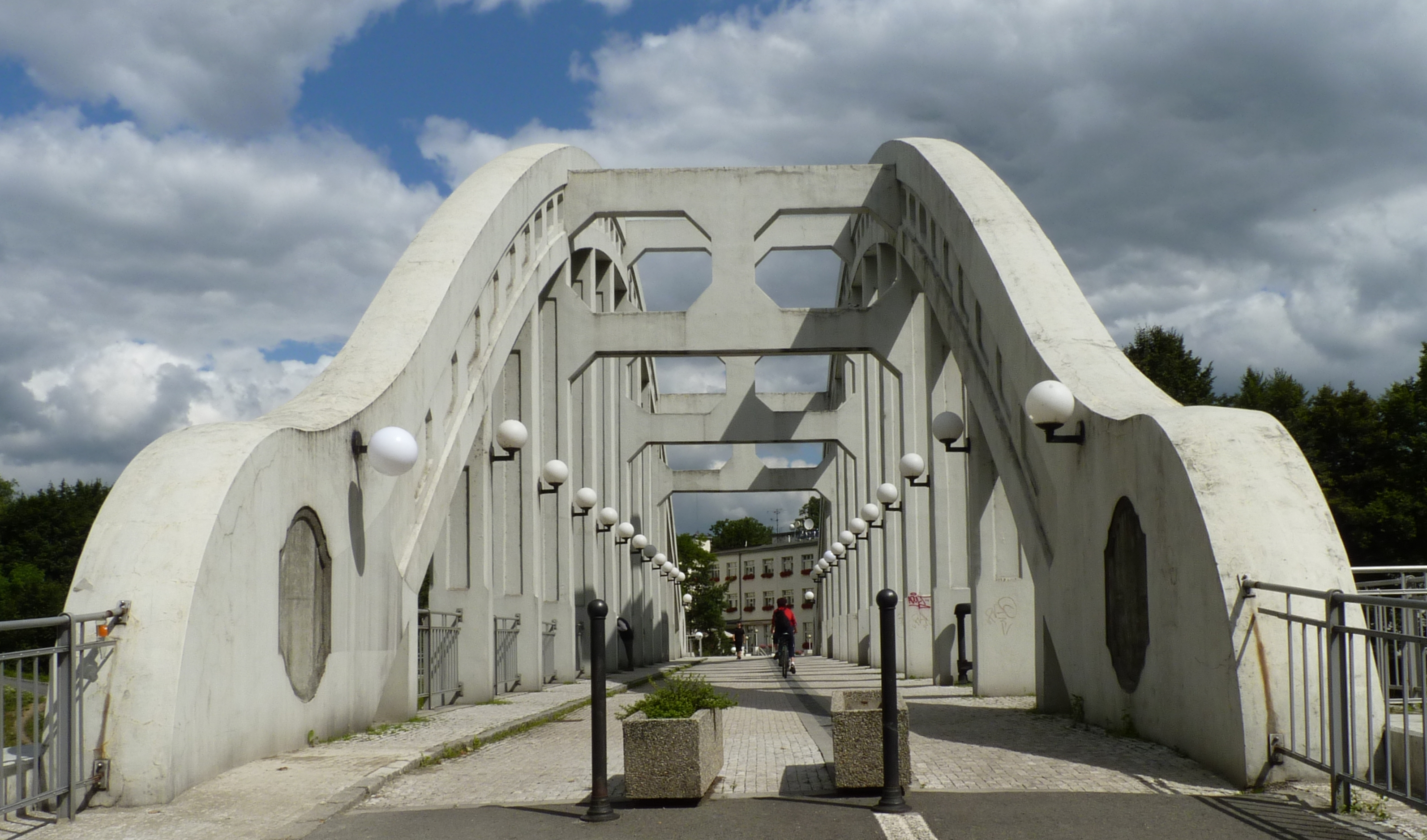